# Paolo Chiasera

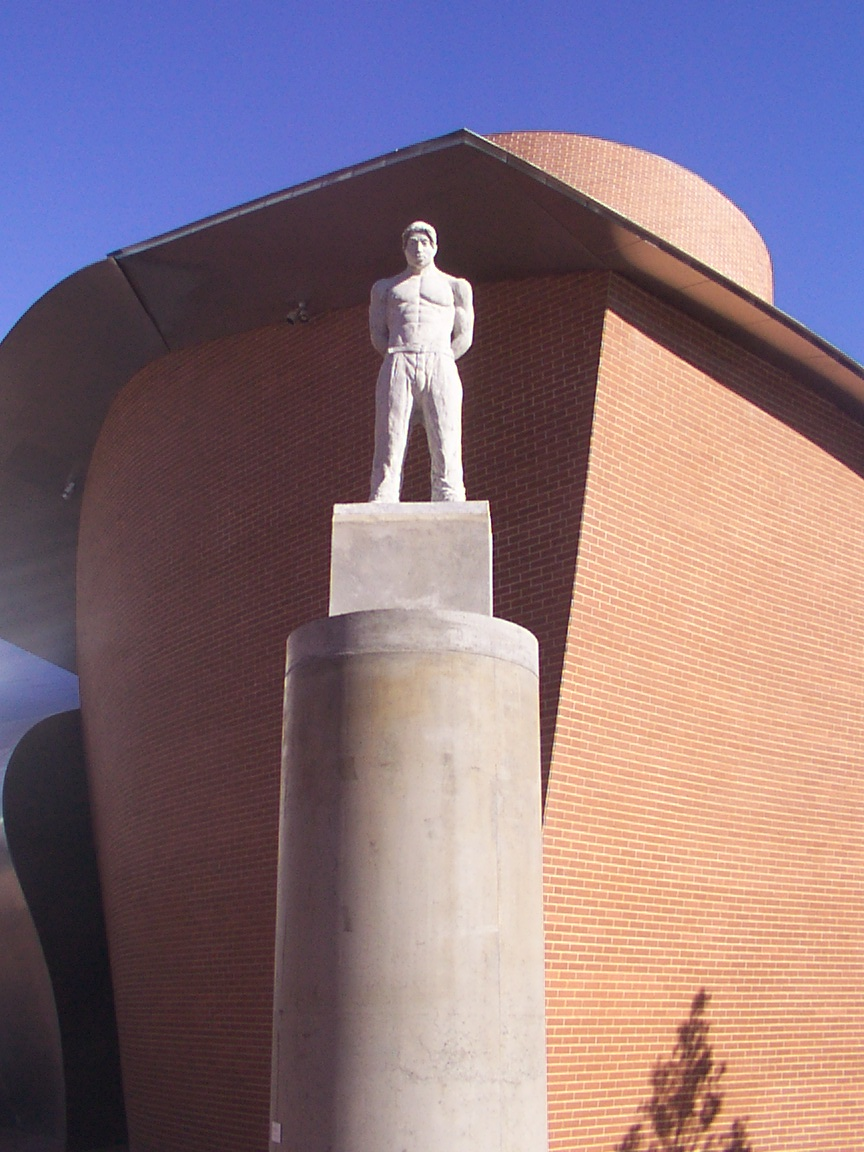
Statue „Tupacproject“ von Paolo Chiasera vor dem Museum Marta Herford

Paolo Chiasera (* 1978 in Bologna) ist ein italienischer Konzeptkünstler.
In seinen Arbeiten untersucht er kulturelle und historische Prozesse, deren Rezeption und deren (Dis-)Kontinuität.
Paolo Chiasera lebt und arbeitet in Berlin.

## Ausstellungen

### Einzelausstellungen (Auswahl)
- 2011: History forms my revolution. Oslo University, Oslo
- 2011: Motif, Galleria Massimo Minini. Brescia, Italien
- 2010: Rotes Schauspielhaus. Verein am Rosa Luxemburg Platz, Berlin
- 2010: Ain’t No Grave Gonna Hold My Body Down. S.M.A.K., Gent
- 2009: Unter Freiem Himmel/Under the Open Sky. Marta Herford
- 2009: Hybris. Galerie Francesca Minini, Mailand
- 2008: Forget The Heroes. Museo d’Arte Contemporanea di Roma (MACRO), Rom

### Gruppenausstellungen (Auswahl)
- 2012 Asche und Gold, Marta Herford, Herford
- 2011 Die Unwahrscheinlichkeit des Augenblicks, Werke aus der Sammlung Marta Herford, KuK Monschau, Monschau
- 2011 Oh how time flies, Kunsthall Bergen, Norwegen
- 2011 Totem & Taboo, Museumsquartier, freiraum quartier21, Wien
- 2011 Hypothesis for an exhibition, curated by L. Benedetti, PSM, Berlin
- 2010 Syncopation, Grimmuseum, Berlin
- 2010 they go round and round, curated by C.Chan, 0047 Oslo
- 2009 Zeigen, invited by K. Sander, Temporare Kunsthalle, Berlin
- 2009 Praxis, Art in Times of Uncertainty, 2nd Thessaloniki Biennale of Contemporary Art
- 2008 Focus on Contemporary Italian Art - mamboʼs collections - MAMbo, Museo dʼArte Moderna di Bologna
- 2008 Sarahʼs Journey, Section of the 7th Bulgarian Biennal of Contemporary Art in Varna, Bulgaria